# Thorichthys
Thorichthys è un genere di pesci d'acqua dolce appartenenti alla famiglia Cichlidae.

## Classificazione
Il genere venne creato per queste specie nel 1904, ma dopo soli due anni si preferì cambiarlo in Cichlasoma. Nel 1996 la comunità scientifica ripropose il vecchio nome di genere Thorichthys come definitivo.

## Distribuzionee habitat
Queste specie sono diffuse in Sudamerica, nei fiumi di Belize, Honduras, Guatemala e Messico, dove abitano diversi biotopi.

## Descrizione
Presenta un corpo piuttosto compresso ai fianchi ma muscoloso, con grossa testa, occhi grandi, bocca carnosa. La pinna dorsale è lunga, così come l'anale, entrambe appuntite e allungate al vertice. La pinna caudale è a delta. Le pinne ventrali sono appuntite, le pettorali ovaloidi. La livrea, che cambia a seconda della specie, è vistosa e colorata.

Le dimensioni si attestano tra gli 8 e 17 cm.

## Riproduzione
Questa specie , come gli altri ciclidi, ha fecondazione esterna e presenta cure parentali accentuate. La coppia depone da 100 a 500 uova in una buca sul fondo, oppure su una superficie sommersa (rocce, tronchi, foglie) accuratamente ripulita.

## Acquariofilia

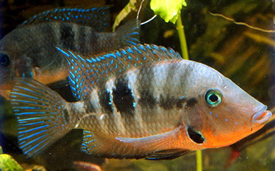
Thorichthys meeki

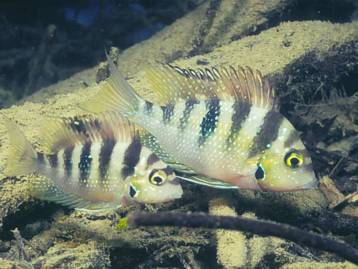
Thorichthys helleri

Alcune specie sono apprezzate e allevate dagli acquariofili di tutto il mondo, come Thorichthys meeki mentre altre specie sono più rare, ma apprezzate dagli appassionati di ciclidi per il loro carattere relativamente tranquillo e la bellezza della livrea.

## Specie
Ad oggi (2011) sono state descritte nel genere 8 specie:
- Thorichthys affinis
- Thorichthys aureus
- Thorichthys callolepis
- Thorichthys ellioti
- Thorichthys helleri
- Thorichthys meeki
- Thorichthys pasionis
- Thorichthys socolofi